# OGLE-TR-113
OGLE-TR-113은 용골자리에 있는 항성으로 지구에서 4,900광년 떨어져 있으며, 겉보기 등급은 +14.42에 불과하다. 멀리 떨어져 있는데다 다른 천체가 많은 장소에 자리잡고 있기 때문에 이 별은 눈에 띄지 않았다. 이 별의 분광형은 K형 주계열성으로 우리 태양보다 조금 더 차갑고 덜 밝다.
2002년 광학중력렌즈실험(OGLE)을 통해 이 별의 광도 곡선이 주기적으로 파도를 치고 있음을 알게 되었고, 이 별의 원반 위를 행성 크기의 천체가 지나가면서 밝기를 감소시키는 것이라고 추측하게 되었다. 질량이 작은 적색 왜성이나 갈색 왜성을 행성으로 잘못 판단할 수 있기 때문에, 이 천체의 질량을 알아내는 작업이 필요했다. 2004년 이 천체가 행성급 덩치임을 증명했고, OGLE-TR-113 b라는 명칭을 붙이게 되었다.

## OGLE-TR-113b
OGLE-TR-113b는 OGLE-TR-113의 주위를 도는 외계 행성이다.
이 행성의 질량은 목성의 1.32배이다. 행성의 궤도경사각을 알고 있기 때문에 이 값은 정확하다. 어머니 항성을 매우 가깝게 붙어 돌고 있는데 이 거리는 비슷한 사례인 페가수스자리 51 b나 HD 209458 b보다도 더 가깝다. 공전주기는 1.43일에 불과하다. 이 행성의 반지름은 목성보다 겨우 9퍼센트 큰데, 질량 및 항성에서 받는 열을 고려할 때 이는 예상치보다 작은 값이다.

## 같이 보기
- OGLE-TR-132
- 광학 중력 렌즈 실험

## 참고 문헌
1. 1 2 3 4 5  Udalski;  외. (2002). “The Optical Gravitational Lensing Experiment. Planetary and Low-Luminosity Object Transits in the Carina Fields of the Galactic Disk”. 《Acta Astronomica》 52: 317–359.(웹 인쇄용)
2. ↑  Santos;  외. (2006). “Chemical abundances for the transiting planet host stars OGLE-TR-10, 56, 111, 113, 132, and TrES-1”. 《Astronomy and Astrophysics》 458: 997–1005. doi:10.1051/0004-6361:20065683.(웹 인쇄용)
3. 1 2  Bouchy;  외. (2004). “Two new "very hot Jupiters" among the OGLE transiting candidates”. 《Astronomy and Astrophysics》 421: L13–L16. doi:10.1051/0004-6361:20040170. 2007년 9월 30일에 원본 문서에서 보존된 문서. 2017년 9월 5일에 확인함.(웹 인쇄용)